# Gustav Vorherr

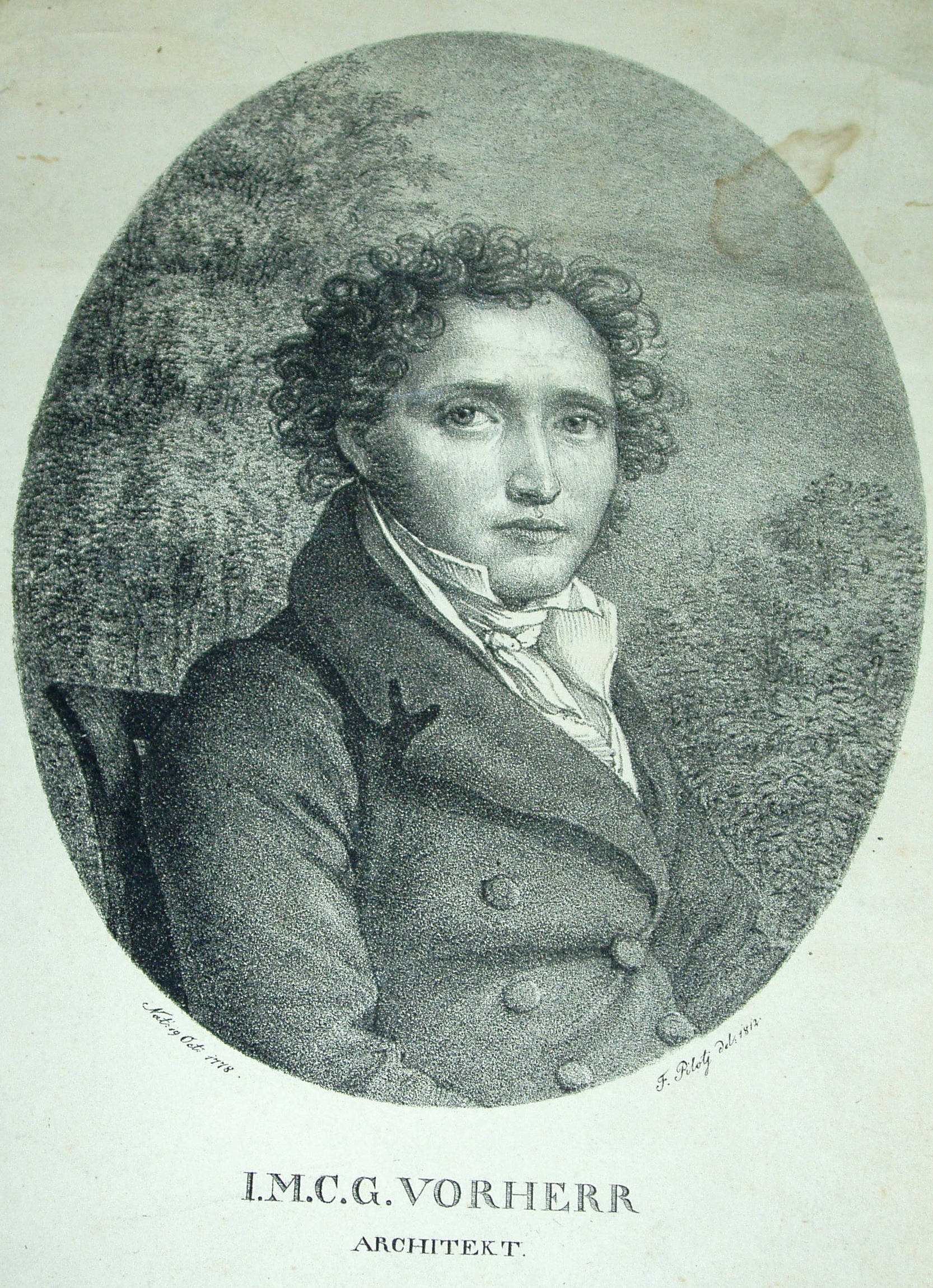
Gustav Vorherr, um 1810 (Ferdinand Piloty)

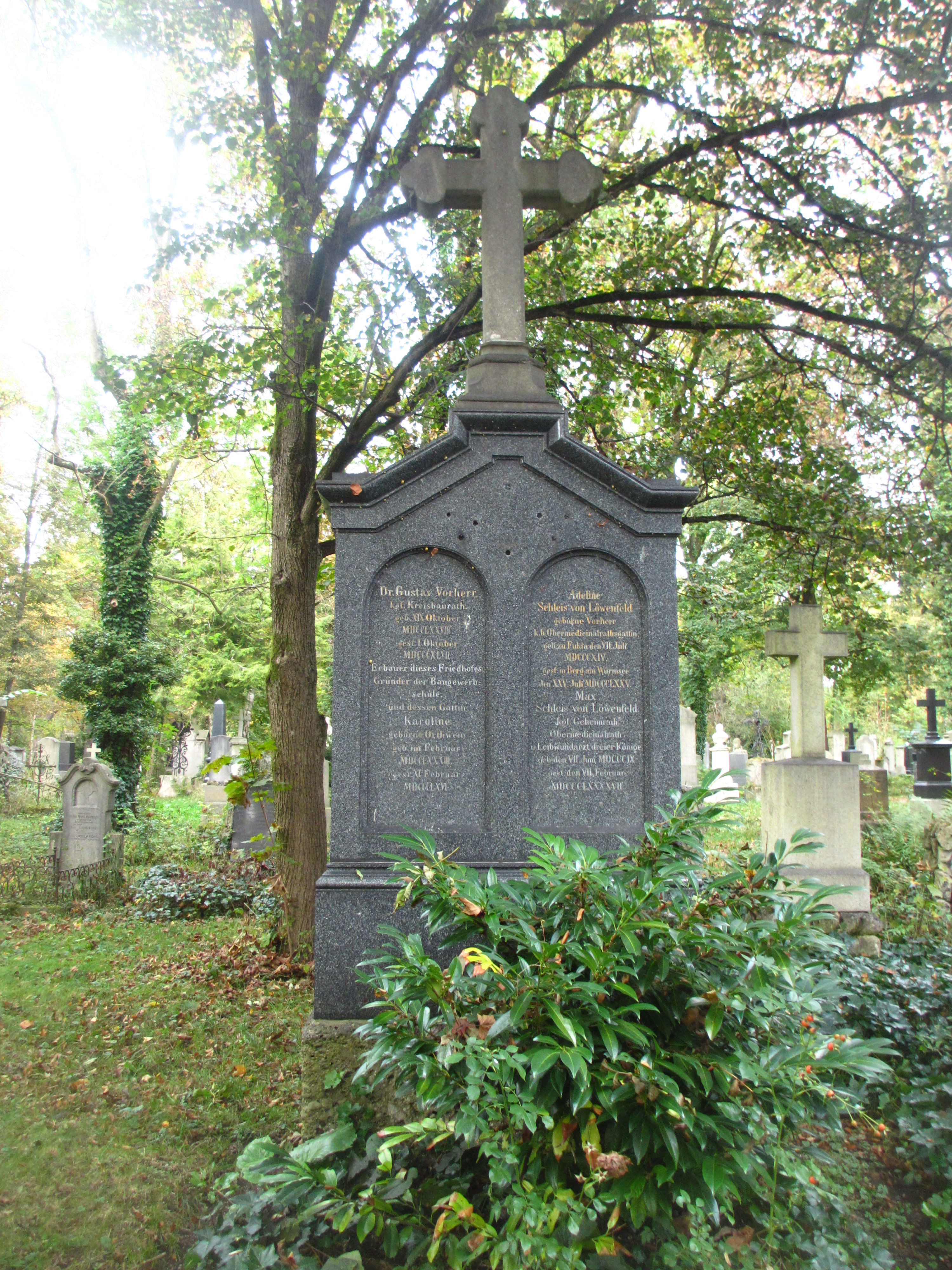
Grab von Gustav Vorherr auf dem Alten Südlichen Friedhof in München

Gustav Vorherr (vollständiger Name: Johann Michael Christian Gustav Vorherr; * 19. Oktober 1778 in Freudenbach/Creglingen, Fürstentum Ansbach, Fränkischer Reichskreis; † 1. Oktober 1847 in München, Königreich Bayern)  war ein deutscher Architekt und Publizist. Darüber hinaus war er oberster Baubeamter des Königreichs Bayern. Er amtierte u. a. als Vorstand der Königlichen Baugewerksschule München, setzte sich bereits in den 1820er Jahren für den „Schutz von Alterthümern“ ein und war somit Wegbereiter des Denkmalschutzes in Bayern. Als Vorstand des von ihm gegründeten bayerischen Landesverschönerungsvereins wurde er Wegbereiter des heute noch stattfindenden Wettbewerbs „Unser Dorf hat Zukunft“.
Als Publizist der Monatsblätter für Bauwesen und Landesverschönerung in Bayern lieferte er nachhaltige Vorbilder für öffentliche Bauten in ganz Bayern.

## Leben

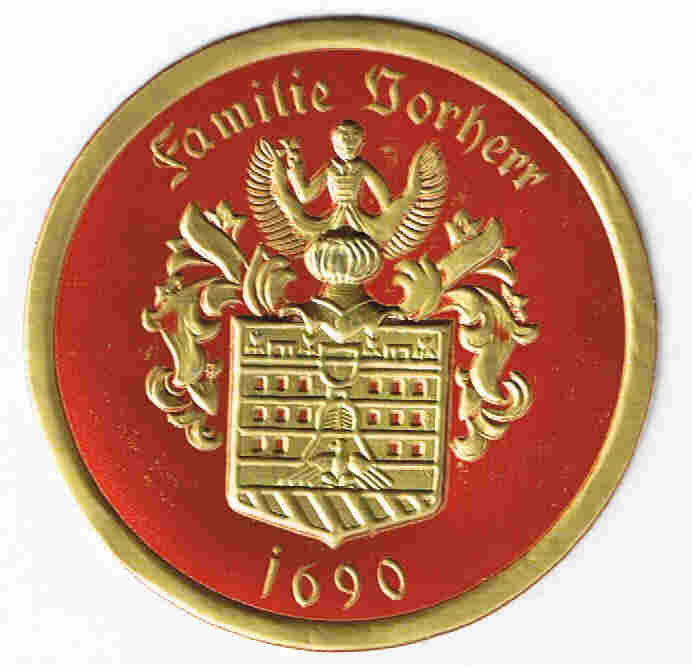
Wappen der Familie Vorherr von 1690

Der Vater Johann Leonhard Vorherr (* 2. November 1746; † 5. Mai 1820) stammte aus einer alten Baumeister- und Bauhandwerkerfamilie mit Wappenbrief, die einen eigenen Sandsteinbruch in Freudenbach/Creglingen betrieb, der heute noch im Familienbesitz ist.
Vorherr studierte Architektur in Erlangen und Berlin, Volkswirtschaft in Marburg und Naturwissenschaften mit gleichzeitigem Baupraktikum in Ansbach. Er hielt ein Zweijahresstipendium der preußischen Regierung an der Kunstakademie Berlin. 1806 studierte er in Paris bei Jean-Nicolas-Louis Durand. Er unternahm später Studienreisen nach Italien und Wien (1816), Großbritannien, Frankreich, in die Niederlande und die Schweiz (1825).
1800 erfolgte seine Berufung als Leiter des gräflich Görtzschen Bauwesens nach Schlitz in Hessen, wo er den Umbau von Schloss Hallenburg mit Nebengebäuden leitete. 1803 ging er – zunächst unter Beibehaltung seines Amtes in Schlitz – als Bauoffiziant nach Fulda. 1804 wurde Vorherr dort Leiter des öffentlichen und des Hofbauwesens (u. a. Planung der Wilhelmstraße, Umbau des Residenzschlosses).
Zwischen 1803 und 1812 war er Mitglied der Dresdner Freimaurerloge Zum goldenen Apfel. Als Kirchenvorstand der 1806 gegründeten ersten evangelischen Gemeinde Münchens wirkte Vorherr aktiv an deren Aufbau mit.
Ab 1809 stand er als „Kreisbauinspektor der Stiftungen und Kommunen am Generalkommissariat des Isarkreises“ im Dienst des Königreichs Bayern. Seit 1810 war er Mitglied der Münchner Baukommission (Bauaufsicht über die Ludwigsvorstadt, für die er 1818 einen Generalplan lieferte). Nach dem Tode Emanuel Herigoyens 1817/1818 bis zur Ernennung Leo von Klenzes durch Intervention von König Ludwig I. im Oberbaukommissariat des Innenministeriums leitete er das öffentliche Bauwesen in Bayern, das damals neu organisiert wurde. Zurückversetzt zur Kreisbaubehörde, gewann er als Referent für die Genehmigung privater Bauten in München großen Einfluss auf das Bauwesen der Hauptstadt.

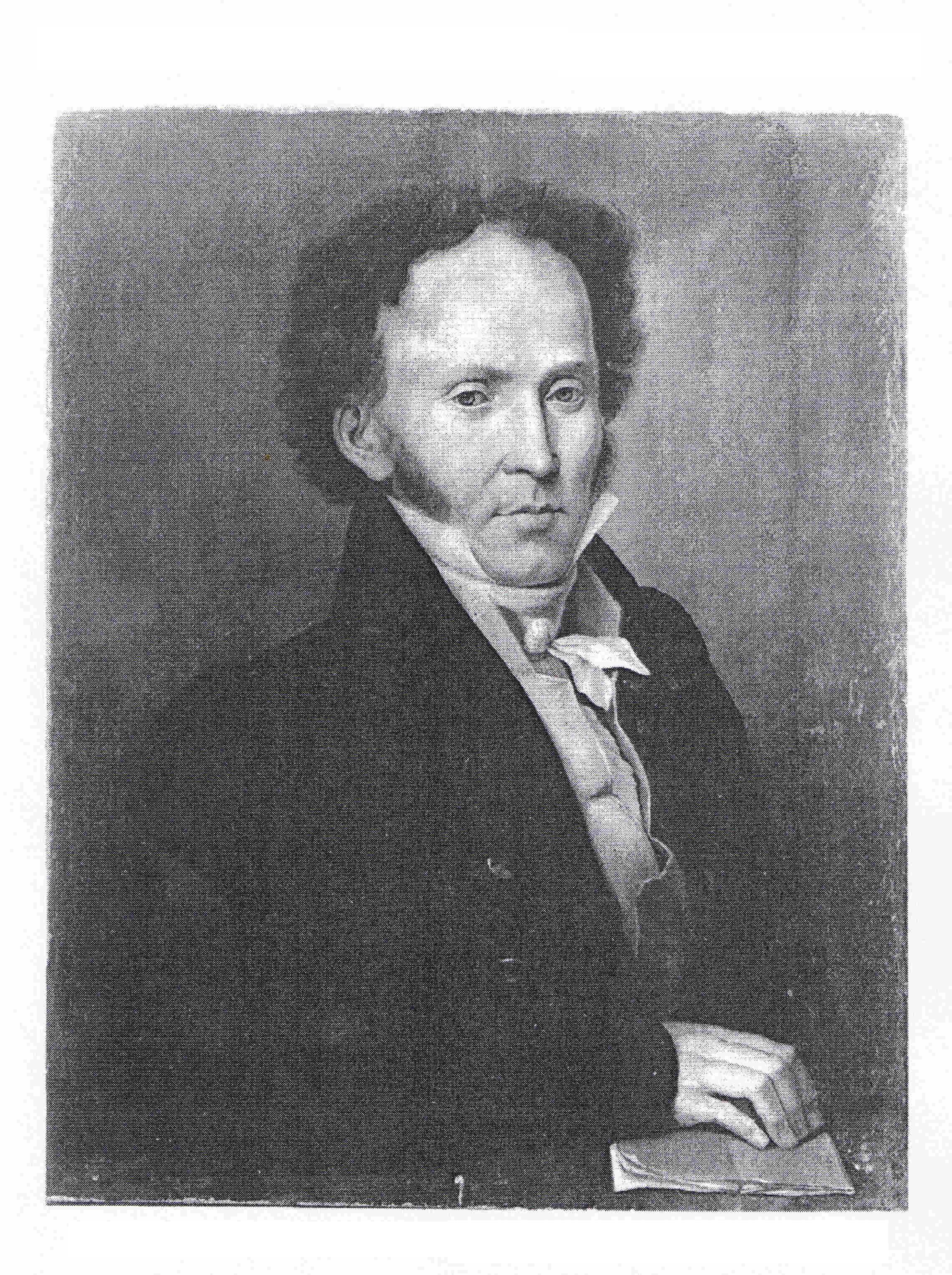
Gustav Vorherr, um 1830 (Joseph Karl Stieler)

Vorherr erhielt zahlreiche Auszeichnungen, er war Ritter des griechischen Erlöserordens, trug den Ehrentitel „Königlich Bayerischer Baurat“, war Ehrenmitglied der Münchner Königlichen Akademie der Künste, des Landwirtschaftlichen und Polytechnischen Vereins und Vorstand des bayerischen Landesverschönerungsvereins. Seine Idee der „Landesverschönerung“ wurde insbesondere von Peter Joseph Lenné in Preußen weitergeführt; der Wettbewerb „Unser Dorf soll schöner werden“, 1998 in „Unser Dorf hat Zukunft“ umbenannt, geht auf ihn zurück.

## Werk
Vorherr propagierte ein aufklärerisches Menschheits- und Weltverbesserungssystem auf der Basis einer Verbindung von Landwirtschaft, Städtebau und Architektur in Anlehnung an die Sonnenbaulehre von Bernhard Christoph Faust. Das Stadtarchiv München besitzt aus dem Nachlass Vorherrs (Nr. 13) ein Exemplar der „Andeutungen über das Bauen der Häuser und Städte zur Sonne“ von Bernhard Christoph Faust, das mit einer handschriftlichen Widmung versehen ist, was auf eine enge Freundschaft und regen Gedankenaustausch der beiden schließen lässt.
Nach diesem System entstanden Wiederaufbaupläne für abgebrannte Orte und Ortsteile (u. a. für Seeshaupt, Schwabsoien, Weilheim, Thaining, Kolbermoor, Buch bei Landshut, Enghausen bei Moosburg). Seit seiner Berufung nach Schlitz wirkte Vorherr als Lehrer und Publizist besonders an der Weiterbildung von Bauhandwerkern (u. a. Zeichenlehre an der Feiertagsschule München, ab 1813; Gründung der Königlichen Baugewerksschule, 1821/1823).
1821–1830 war er Herausgeber der Zeitschrift Monatsblatt für Bauwesen und Landesverschönerung in Bayern, daneben publizierte er zahlreiche Schriften, Musterblätter (u. a. für Schulgebäude, Pfarrhäuser und Stallungen) und Entwürfe (u. a. zur Verbindung des Louvre mit den Tuilerien), 1809. 1811 führte Gustav Vorherr die Neugestaltung der beiden Schauseiten (Nord- und Westfassade) der Münchner St.-Jakobs-Kirche durch.
Für den Umbau der Münchner Salvatorkirche in eine Schule und evangelische Kirche 1819 schuf er die Entwürfe. 1818/1821 arbeitete er an der Anlage des Alten Südfriedhofs (unter gartenkünstlerischer Mitwirkung von Friedrich Ludwig von Sckell) im Sinne einer Architecture Parlante (der Grundriss des Friedhofs hat die Form eines Sarkophags). 1822 errichtete er den ersten evangelischen Kirchenbau in Oberbayern,
die Karolinenkirche in Großkarolinenfeld.

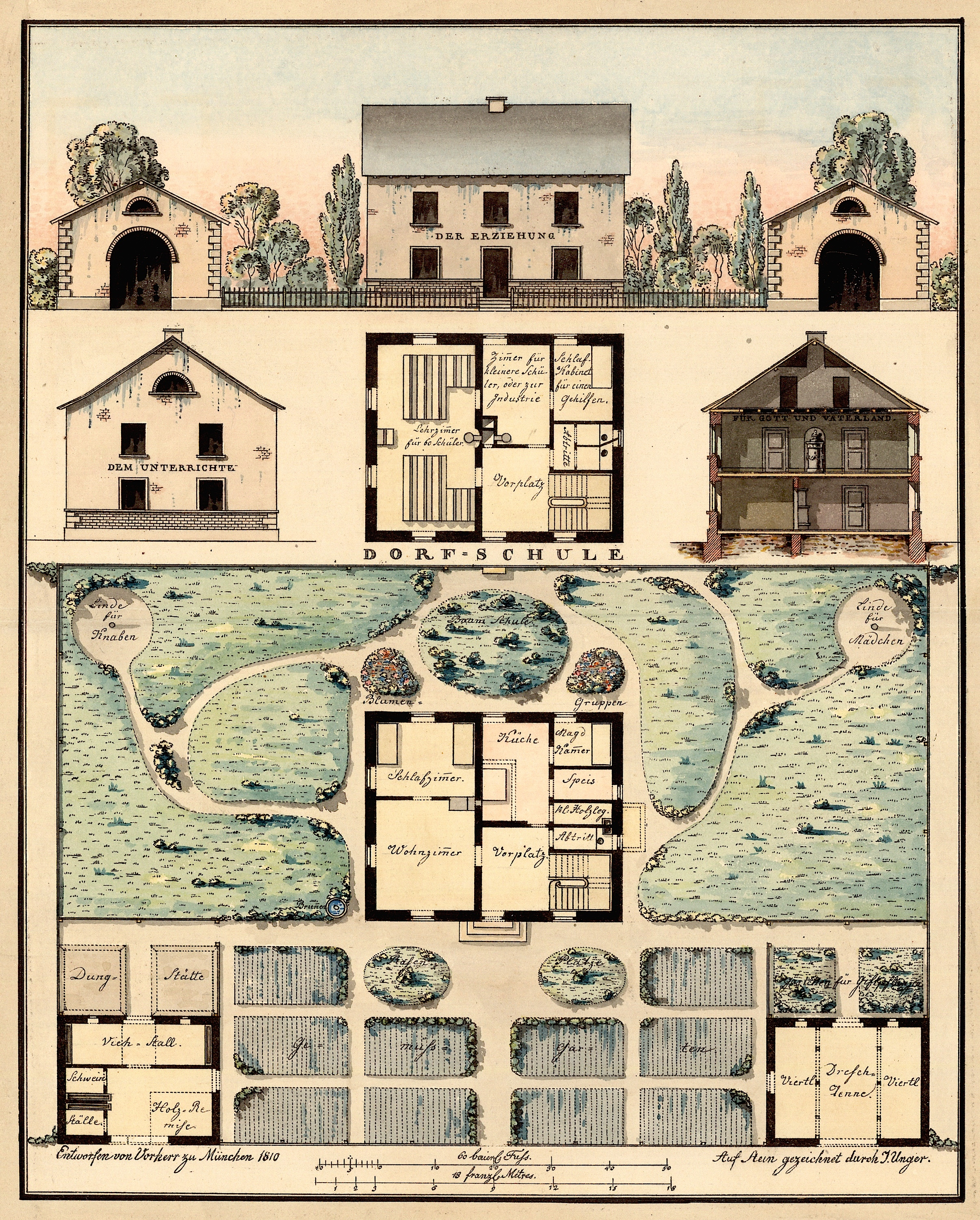
Wenige Jahre nach Einführung der allgemeinen Schulpflicht in Bayern, 1810, plante Gustav Vorherr dieses Schulhaus.

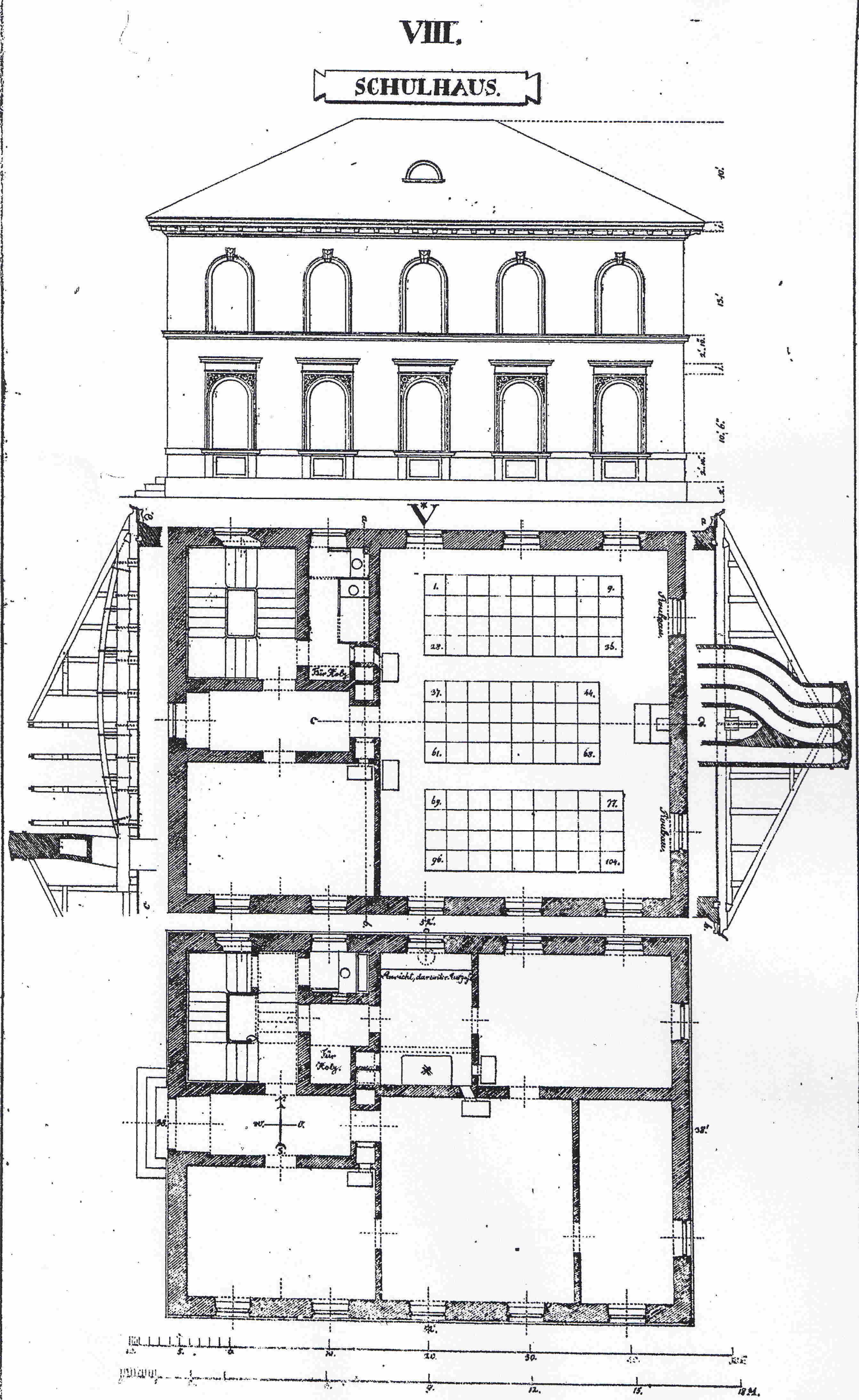
Das Schulhaus Nr. VIII aus den Musterblättern von Gustav Vorherr sollte größeren Gemeinden dienen. Auf den Plan ist bereits eine Warmluftheizung vorgesehen.

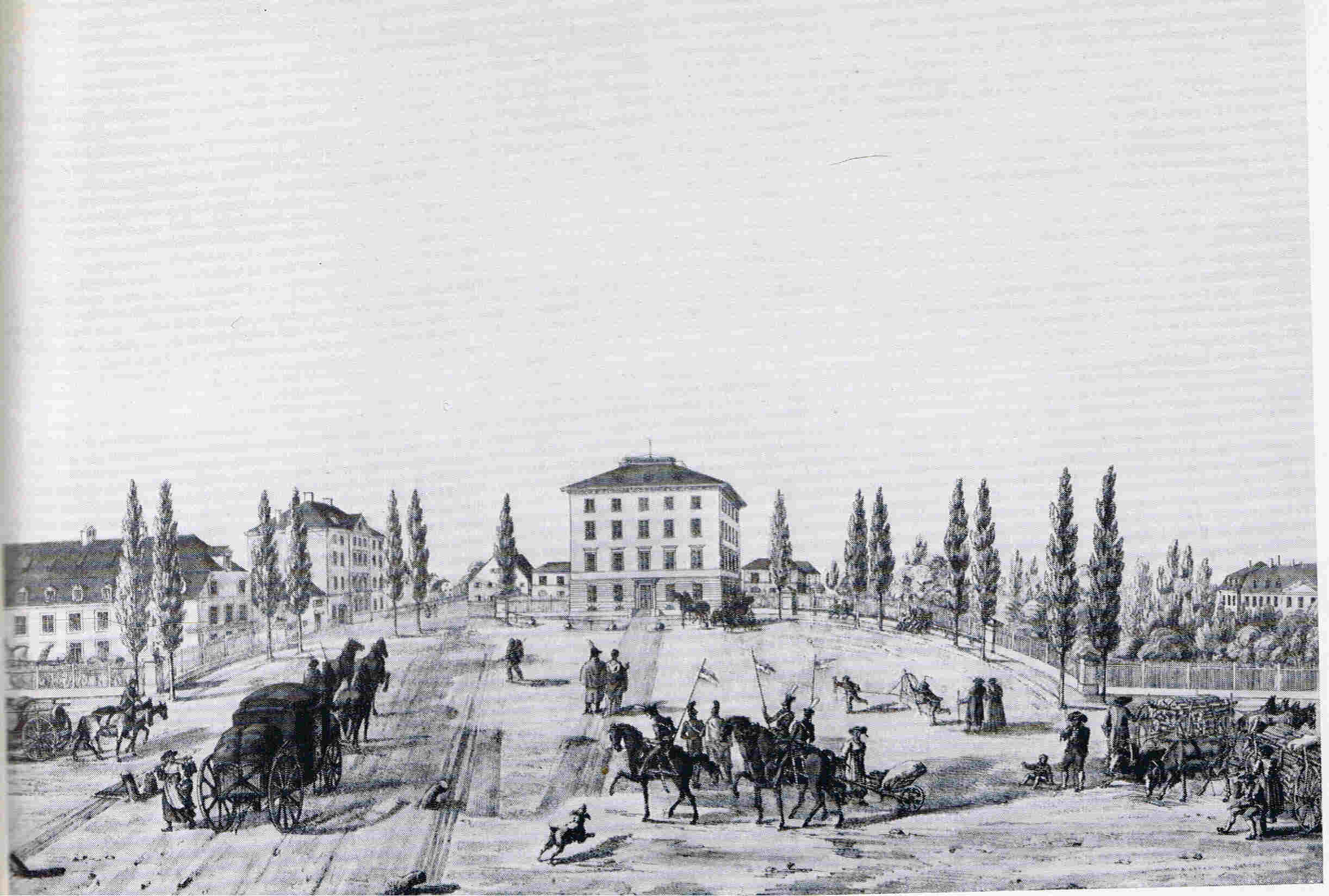
Wohnhaus von G. Vorherr am Karlsplatz 25, München.

Zudem erarbeitete er einen Bebauungsplan zur Stadterweiterung für die Areale rund um den Sendlinger- und den Isartorplatz als neue Stadtteile; 1819 und 1821. So plante er die Sonnenstraße entlang der ehemaligen Stadtbefestigung und das Areal westlich des Karlsplatzes mitsamt dem Neubau seines eigenen Wohnhauses direkt gegenüber dem Karlstor (Karlsplatz 25), das als „Vorherrhaus“ bekannt war und später das Grand Hôtel Bellevue beherbergte. Nach seiner Zerstörung im Zweiten Weltkrieg wurde es als Hotel Königshof wieder aufgebaut.
Bei der Planung der Sonnenstraße wandte Vorherr erstmals in München das „offene Bausystem“ an, eine Variation gleicher Elemente über einem Raster nach einem modularen Proportionssystem, das auf bürgerlichen Idealen der Sparsamkeit (économie) und Zweckmäßigkeit (convenance) beruhte. Reiseberichte des 19. Jahrhunderts, u. a. von Edward Wilberforce, loben diese damals neue Bauweise als „Häuser, die sich frei und gesund ausbreiten dürfen, einen fröhlichen, luftigen Anblick bieten, besonders wenn sie mit Bäumen und Gartengrundstücken aufgelockert werden und so viel zu einem angenehmen Stadtbild beitragen“.
Vorherr gilt als Vertreter der „gemäßigt“ progressiven realen Revolutionsarchitektur.

## Ehrungen
Im Münchner Stadtteil Allach ist eine Straße nach ihm benannt. Johann Georg Behringer (1829–1919), ein Schüler Vorherrs, erbte und verwaltete seinen beruflichen Nachlass. Bei dessen Übergabe an das Stadtarchiv München wiederholte er die bereits vorgetragene Bitte nach einer Straßenbenennung. Der Vorschlag, die heutige Prielmayerstraße unweit Vorherrs ehemaligem Wohnhaus umzubenennen, blieb unberücksichtigt. Stattdessen sind die Verdienste Vorherrs mit einer kleinen Straße im Münchner Stadtteil Allach gewürdigt. Der Name ist mit „Vorherstraße“ jedoch falsch geschrieben.

## Grabstätte
Die Grabstätte im Alten Südlichen Friedhof teilt sich Gustav Vorherr mit seiner Gemahlin, seiner Tochter Adeline und seinem Schwiegersohn Max Joseph Schleiß von Löwenfeld. Sie befindet sich im Gräberfeld 23 – Reihe 13 – Platz 26/27 Standort. Vorherr hatte die Erweiterung und Gestaltung des Alten Südlichen Friedhofs mit der Grundrißform eines Sarkophags und einem Arkadenhalbrund (durch Bomben 1943/1944 weitgehend zerstört) als Abschluss im Süden entworfen. Seine richtungsweisende Planung umfasste auch Gebäude, die neben einer Aussegnungshalle auch Sezier- und Aufbahrungsräume sowie Wohnmöglichkeiten für Leichenwärter enthielten.